# 团林乡 (鄱阳县)
团林乡，是中华人民共和国江西省上饶市鄱阳县下辖的一个乡镇级行政单位。

## 行政区划
团林乡下辖以下地区：
团林村、三十里康村、汪洋村、方毕村、清泉村、团张村、藕塘村、团丰村、江山村、蛇山村、板塘村、付家村、铜钱村、江村桥村、沙塘村、青山村、建设村、祝庄村、清湖村、青水村、团结村和彭曹村。